# 안좌 대리 우실
안좌 대리 우실은 전라남도 신안군 안좌면 대리에 있다. 2009년 12월 16일 신안군의 향토유적 제12호로 지정되었다.

## 개요
안좌면 대리마을을 감싸듯 외곽에 길게 늘어서 있는 해안방풍림 형태의 우실이다.